# Bitwa pod Borodzianką

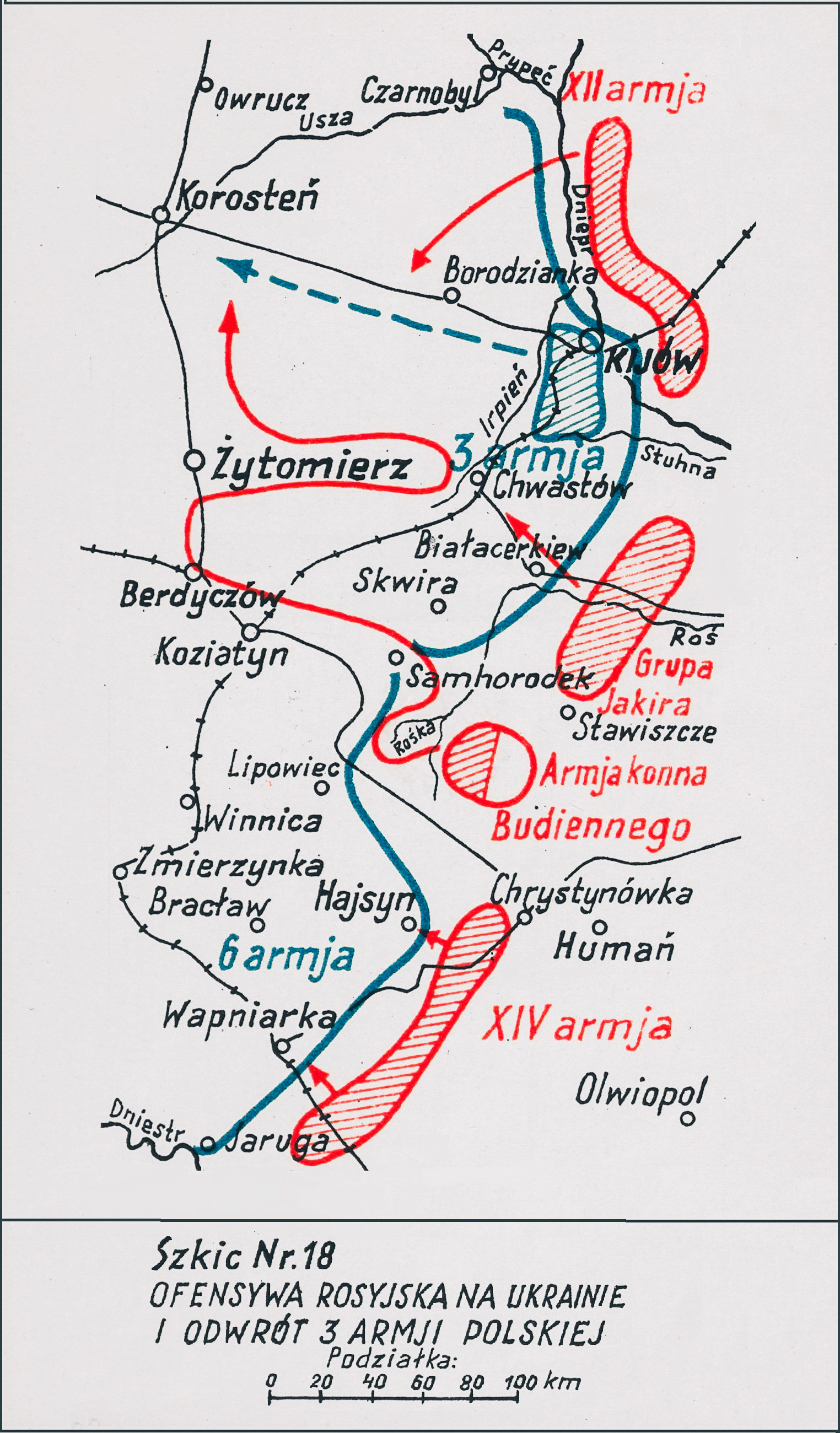
Adam Przybylski,
Wojna polska 1918–1921

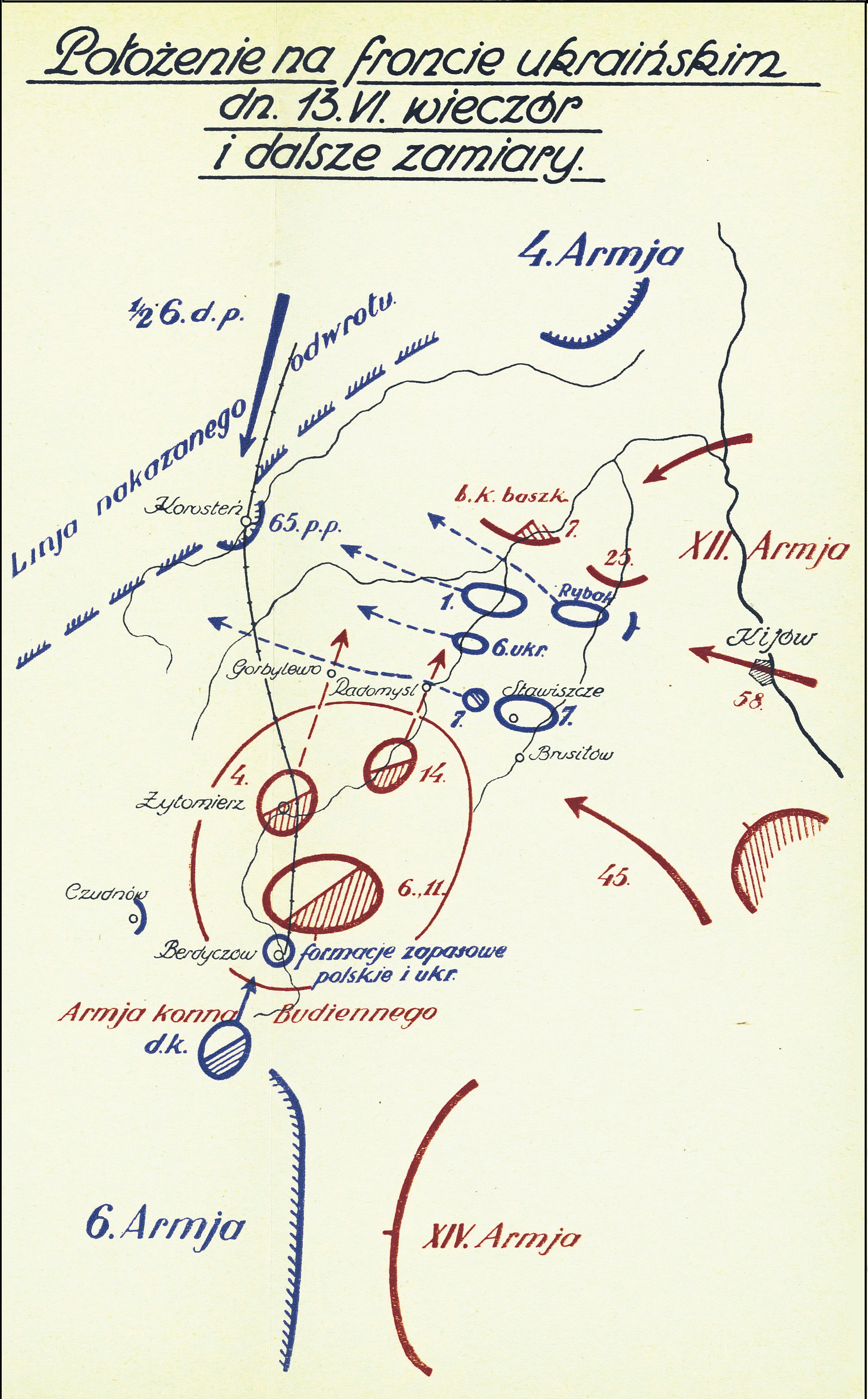
Gen. Tadeusz Kutrzeba
Wyprawa kijowska 1920 roku

Bitwa pod Borodzianką − bitwa stoczona pomiędzy 1 Dywizją Piechoty Legionów (DP Leg.) pod dowództwem gen. Edwarda Rydza-Śmigłego z sowiecką 25 Dywizją Strzelców wspieraną przez Baszkirską Brygadę Kawalerii i część 7 Dywizji Strzelców w dniach 11−13 czerwca 1920 roku, nad rzeką Zdwiż, 50 km na zachód od Kijowa, w czasie wojny polsko-bolszewickiej.

## Wstęp
10 czerwca ewakuująca się z Kijowa wzdłuż linii kolejowej na Korosteń polska 3 Armia na linii Zdwiżu napotkała grupę Golikowa i po walkach otworzyła sobie drogę przemarszu koło Borodzianki.
Dowódca frontu południowo-zachodniego Aleksandr Jegorow przyjął plan osaczenia i rozbicia Polaków nad Zdwiżem. W tym celu skierował trzon grupy Golikowa pod Borodziankę, gdzie linia kolejowa Kijów-Korosteń przechodziła przez Zdwiż; składała się ona z 25 Dywizji Strzelców, świeżo przybyłej na front po zwycięstwie nad Denikinem i Baszkirskiej Brygady Kawalerii. Jednostki te oskrzydliły od północy kolumnę 3 Armii, wyprzedziły ją i zajęły stanowiska nad  Zdwiżem w rejonie Borodzianki.
Zachodni brzeg rzeki pod Borodzianką obsadziły 217, 218, 219 pułki strzelców z 73 Brygady oraz 223 pułk strzelców z 75 Brygady. Łącznie około 3000-3500 żołnierzy w stanie bojowym. Piechotę wspierał 2 Kubańsko-Doński Pułk Kawalerii. Pułki miały pełne stany osobowe, żołnierze byli wypoczęci; pozytywnie na morale wpływały zwycięstwa na innych frontach. Wojska polskie traktowali jak jeszcze jedną "białą" armię wojny domowej.
Armia gen. Śmigłego-Rydza maszerowała wzdłuż torów na Korosteń, prowadząc 30 pociągów z ludnością cywilną, ze sprzętem i zapasami ewakuowanymi z Kijowa. W  zatłoczonych wagonach jechały tysiące uchodźców, zarówno Polaków, jak i Ukraińców, którzy woleli pójść całymi rodzinami na wojenną poniewierkę niż dostać się ponownie pod władzę bolszewików. Kolumna 3 Armii rozciągnęła się na przestrzeni ponad 30 kilometrów.

## Przebieg
11 czerwca do Borodzianki podeszła straż przednia 1 DP Leg., III batalion 5 pp Leg., 1 batalion 1 pp Leg., 6 pp Leg., 3 Pułk Ułanów, trzy baterie 1 Pułku Artylerii Polowej i pluton artylerii ciężkiej − razem 1650 bagnetów, 300 szabel, 14 dział.
Około godziny 10.00 dwa szwadrony 3 Pułku próbowały zająć przeprawę na Zdwiżu w Nowej Grobli na południe od Borodzianki, ale zostały odparte ze stratami. Nadciągający 3 batalion 5 pp Leg. zatrzymał Rosjan, którzy w ślad za cofającymi się ułanami, przechodzili już na wschodni brzeg rzeki. Równocześnie 2 batalion 6 pp Leg. zaatakował most kolejowy, broniony przez pułk strzelców. Mimo braku wsparcia własnej artylerii, która pozostała w tyle, legioniści dwukrotnie wdzierali się na most i byli odrzucani gwałtownym ogniem broni maszynowej.
Nastąpiła chwila przerwy w walce. Dowódca 1 Brygady Piechoty Legionów płk Stefan Dąb-Biernacki postanowił związać przeciwnika natarciem na Nową Groblę i most kolejowy, a równocześnie obejść Borodziankę od południa przez Krasnohorkę, Andrzejówkę i Drużnię, grupą majora Bolesława Popowicza złożoną z trzech kompanii 1 pp Leg. i dwóch kompanii 6 pp Leg. Około 17.00 3 batalion 5 pp Leg. po ciężkiej walce sforsował Zdwiż i zajął Nową Groblę. W tym samym czasie dwie kompanie 5 pp Leg. i kompania 1 pp Leg.,  mimo zaciekłego oporu Rosjan, opanowały most kolejowy pod Borodzianką. Kontratak rosyjski spotkał się z wyprowadzonym atakiem 3 batalionu 5 pp Leg. i 1 batalionu 6 pp Leg. od Nowej Grobli. Gdy nad Zdwiżem rozgorzał zażarty bój, grupa majora Popowicza skrycie przeprawiła się przez rzekę pod Krasnohorkę, przebyła moczary między Andrzejówką a Drużnią i wyparła z Drużni zaskoczonego nieprzyjaciela. Akcja Popowicza spowodowała przerwanie ataku rosyjskiego na most kolejowy i wycofanie się przeciwnika ze stacji Borodzianka, którą zajął 3 batalion 5 pp Leg.
Rosjanie odeszli na wzgórza w pobliżu Borodzianki, skąd ostrzeliwali z dział i broni maszynowej stację oraz most. Pierwszy etap walki zakończył się sukcesem strony polskiej. Opanowano przeprawy przez Zdwiż, ale droga na zachód nadal była zamknięta. Dowództwo frontu południowo-zachodniego ściągało pod Borodziankę nowe siły.
Wieczorem Jegorow wysłał do 1 Armii Konnej Siemiona Budionnego rozkaz następującej treści: "Kijowska grupa nieprzyjaciela przebija się wzdłuż linii kolejowej Kijów-Korosteń. Krwawa bitwa w rejonie Borodzianki. Najbliższe dwie dywizje skierować zamiast na Kijów na Radomyśl i Irszę". Dywizje Strzelców 7, 44 i 58 otrzymały rozkaz najśpieszniejszego podążania podwodami na Borodziankę.
Pułkownik Dąb-Biernacki miał świadomość, że czas pracuje na niekorzyść oddziałów polskich. Zarządził rozpoczęcie natarcia na Borodziankę o świcie 12 czerwca. Wzdłuż zachodniego brzegu Zdwiża, wprost na wioskę, nacierać miały I batalion 1 pp Leg. i 1 batalion 5 pp Leg. Natomiast II batalion 6 pp Leg., wychodząc z Druźni, oskrzydlał nieprzyjaciela od zachodu. Legioniści spędzili noc bezsennie, oczekując kontrnatarcia przeciwnika. Nad ranem zziębniętych, przemoczonych żołnierzy odnalazły kuchnie polowe.
Pierwszy od 24 godzin gorący posiłek poprawił humory. O 3.00 z Drużni ruszył do natarcia III batalion 6 pp Leg. Niemal równocześnie dwie kompanie 5 pp Leg. dokonały wypadu wzdłuż brzegu Zdwiża na Borodziankę, zamierzając walką rozpoznać stanowiska rosyjskie. Tuż przed wioską lewe skrzydło kompanii napotkało tyraliery czerwonoarmistów posuwające się przez gęste łany zbóż w kierunku mostu i stacji Borodzianka. Nieprzyjaciel, który w nocy otrzymał posiłki, rozwijał natarcie z zamiarem odebrania Polakom wszystkich zdobyczy poprzedniego dnia. Kompanie walcząc wycofały się na stanowiska wyjściowe.
Gwałtowna strzelanina zaalarmowała resztę sił polskich. III batalion 5 pp Leg. i 1 batalion 1 pp Leg., które obsadziły okopy na wyniosłości pod stacją i na zachód od niej czekały aż piechota 25 Dywizji Strzelców wyjdzie z wysokich zbóż. Gdy Rosjanie z okrzykami "Hura!" dobiegli na 20-30 kroków do stanowisk polskich, otworzyło ogień kilkadziesiąt karabinów maszynowych, a cztery baterie ostrzelały odwody nieprzyjaciela.
Natarcie załamało się wśród ogromnych strat. Jednak część tyralier ominęła lewe skrzydło obrony i wyszła na stanowiska baterii polskich, które broniły się ogniem na wprost. Dąb-Biernacki rzucił do walki niemal wszystkie swoje odwody: dwie kompanie 1 pp Leg, dwie 6 pp Leg., I batalion 5 pp. Leg. oraz kompanie techniczne i karabinów maszynowych 1, 5 i 6 pp Leg. Obsługi karabinów maszynowych ustawiały broń na otwartych stanowiskach, nie dbając o osłonę, aby tylko skutecznie razić przeciwnika. Ogień prowadzono z takim natężeniem, że przepalały się rozgrzane lufy cekaemów. Z Nowej Grobli bój obserwował gen. Śmigły-Rydz.
Około 5.00, gdy tyraliery rosyjskie zatrzymały się pod naporem ognia, płk Dąb-Biernacki pchnął bataliony do natarcia. Żołnierze 25 Dywizji Strzelców, pomni swoich zwycięstw nad gen. Denikinem, nie ustępowali. Obie strony walczyły z ogromną zaciętością. Obrzucano się granatami, obsługi karabinów maszynowych prowadziły do siebie ogień z odległości kilkunastu metrów. Miejscami dochodziło do krwawych starć na bagnety, w których górą byli przeważnie Polacy. Jeńców nie brano. Po godzinie morderczej walki przeciwnik, zagrożony oskrzydlającym atakiem 3 batalionu 6 pp Leg. z Drużni, rozpoczął odwrót.
Tyraliery, polskie ruszyły gwałtownie do przodu zamieniając wycofywanie się Rosjan w bezładną ucieczkę. Grupy czerwonoarmistów biegły ku Borodziance, ostrzeliwanej przez wszystkie baterie. Około godziny 8.00 zajęto wieś i ścigano ogniem odchodzącego nieprzyjaciela. W dwie godziny później, gdy artyleria 1 DP Leg. wyczerpała amunicję, 25 Dywizja Strzelców przeszła do nowego natarcia. Nie miało ono jednak tego rozmachu co pierwsze i zostało odparte kontrnatarciem na bagnety. Sukces ten umożliwił saperom polskim naprawienie wysadzonych powietrze torów kolejowych.
Po południu nadeszła Grupa pułkownika Józefa Rybaka skierowana przez gen. Śmigłego Rydza do wsparcia 1 DP Leg. Zgodnie z rozkazem dowództwa 3 Armii dywizja rozpoczęła przygotowania do dalszego marszu na zachód, w kierunku rzeki Teterew. Pozycje przed Borodzianką obsadziły trzy kompanie 1 pp Leg. W odwodzie we wsi stało pięć kompanii 1 i 5 pp Leg. oraz 2 batalion 6 pp Leg. Piechotę wspierały trzy baterie-lekkie i bateria ciężka. O godz. 18.00 saperzy zakończyli naprawę mostu kolejowego i kolumna pociągów ewakuacyjnych ruszyła w stronę Korostenia, poprzedzana pociągiem pancernym "Paderewski". Przez całą noc trwał przemarsz oddziałów. Nad ranem nadciągnęła straż tylna 1 DP Leg. Droga odwrotu dla 3 Armii została  wybita w pierścieniu rosyjskim, ale nie oznaczało to końca walk.
Przeciwnik skoncentrował w pobliskich wsiach Bereściance  i Nebrat, 75 Brygadę Strzelców, część pododdziałów 7 Dywizji Strzelców, 2 Kubańsko-Doński Pułk Kawalerii którymi to siłami 11 czerwca o 6.00 rano ponownie uderzył na Borodziankę. Około 7.30 Rosjanie rzucili do walki odwody, a ich artyleria skutecznie ostrzelała stanowiska polskich baterii i okopy 1 pp Leg. Pracujące bez przerwy polskie cekaemy zaczęły się zacinać. O 8.00 obrońcom pozostało tylko 5 karabinów maszynowych z niewielką ilością amunicji. Dowódca 1 pp Leg. kpt. Stanisław Kozicki, który przybył konno na pole bitwy, skierował do kontrataku 1 i 3 kompanie pułku. Wywiązała się zacięta walka wręcz zakończona odrzuceniem tyralier rosyjskich. Wówczas do szarży przystąpił 2 Kubańsko-Doński Pułk Kawalerii.
Kawaleria zbliżyła się pod osłoną wysokiego zboża i uderzyła na 3 kompanię, która nie zdążyła zorganizować obrony. Kompania poniosła straty i uległa częściowemu rozproszeniu. Szarża załamała się jednak na obronie 1 kompanii. Zmieszana kawaleria cofnęła się na pobliskie wzgórze gdzie stanowiła dogodny cel dla polskich baterii. Zasypany pociskami pułk poszedł w rozsypkę.
Zorganizowany przez płk Dąb-Biernackiego kontratak odwodów załamał obronę wykrwawionych i wyczerpanych walką Rosjan. W pościgu zdobyto trzy cekaemy, jeńców i zajęto wieś Nebrat − 4 kilometry na północny zachód od Borodzianki. Był to ostatni akcent bitwy o przeprawy na Zdwiżu. Po południu I Brygada Piechoty Legionów rozpoczęła dalszy odwrót. Most na rzece zniszczono po przejściu ostatnich pociągów ewakuacyjnych.
Bitwa pod Borodzianką zamknęła najtrudniejszą fazę walk odwrotowych 3 Armii. Umożliwiła wyjście z okrążenia wszystkim oddziałom polskim i uchodźcom cywilnym. Zwycięstwo osiągnięto ogromnym wysiłkiem i męstwem żołnierzy, którzy mimo słabego morale spowodowanego odwrotem, potrafili pobić liczniejszego, upojonego sukcesami przeciwnika. Zwycięstwo opłacono stosunkowo niewielkimi stratami − około 260 poległych i rannych. Straty Armii Czerwonej były prawdopodobnie kilkakrotnie wyższe – 217 pułk strzelców musiał być rozwiązany, gdyż w kompaniach pozostało po 15-20 żołnierzy i poległa cała kadra dowódcza.
W okresie międzywojennym odejście 3 Armii spod Kijowa i bitwę pod Borodzianką w Polsce i ZSRR podawano w taktyce i sztuce operacyjnej jako przykład wzorowo przeprowadzonego odwrotu.

## Pomniki
Walki żołnierzy polskich o Borodziankę zostały upamiętnione na Grobie Nieznanego Żołnierza w Warszawie, napisem na jednej z tablic w II RP i po 1990 r. – "BORODZIANKA  11 – 13 VI 1920".